# Sarcolytic
Sarcolytic ist eine US-amerikanische Brutal-Death-Metal- und Technical-Death-Metal-Band aus Austin, Texas, die im Jahr 2003 gegründet wurde.

## Geschichte
Die Band wurde Ende 2003 als Nebenprojekt von Images-of-Violence-Mitgliedern und Disgorge-Mitglied Ricky Myers gegründet. Sie schrieben die ersten Lieder und veröffentlichten 2004 über Lacerated Enemy Records eine erste EP, die drei Lieder enthielt. Zudem erschienen zwei weitere auf der Split-Veröffentlichung Limb Splitter, die über Ossuary Industries Records erschien und auf der neben Sarcolytic noch Devourment, Godless Truth und Sect of Execration vertreten waren. Letzteres war ein Projekt des Gitarristen Watkins. Nachdem Myers 2006 nach Texas gezogen war, ist die Band für alle zum Hauptprojekt geworden. Daraufhin unterzeichnete die Band einen Vertrag bei Unique Leader Records. Bei diesem Label erschien Anfang 2010 das Debütalbum Thee Arcane Progeny. Auf dem Album war zudem Luc Lemay von Gorguts in den beiden Liedern Emissary und Resurrected for Bloodshed als Gastmusiker zu hören.

## Stil
Jacob Holmes von examiner.com bezeichnete die Musik auf Thee Arcane Progeny als eine Mischung aus Brutal- und Technical-Death-Metal und zog klangliche Parallelen zu Gruppen wie Suffocation und Immolation. Besonders positiv hervorstechen würde das Gitarrenspiel von Steven Watkins. Der Gesang erinnere an Gruppen wie Belphegor.

## Diskografie
- 2005: Sarcolytic (EP, Lacerated Enemy Records)
- 2005: Limb Splitter (Split mit Devourment, Godless Truth und Sect of Execration, Ossuary Industries Records)
- 2010: Thee Arcane Progeny (Album, Unique Leader Records)